# Стъклената къща
„Стъклената къща“ (на английски: The Glass House) е американски психологически трилър от 2001 г. на режисьора Даниел Сакхейм, по сценарий на Уесли Стрик. Във филма участват Лили Собиески, Даян Лейн, Стелан Скарсгорд, Брус Дърн, Тревър Морган, Кати Бейкър и Крис Нот.